# Resident Evil 3 (gra komputerowa 2020)
Resident Evil 3 – gra komputerowa z gatunku survival horror wyprodukowana i wydana przez Capcom. Jest to remake gry o tej samej nazwie, która pojawiła się w 1999 roku. Produkcja została wydana 3 kwietnia 2020 roku na komputery z systemem Microsoft Windows oraz konsole PlayStation 4 i Xbox One. Protagonistami są Jill Valentine i Carlos Oliveira, którzy próbują przetrwać apokalipsę i uciec z miasta.
Prace nad Resident Evil 3 miały miejsce równolegle z Resident Evil 2 z 2019 roku, a obie gry działają na silniku RE Engine. Chociaż gra zawiera te same założenia co oryginał, wiele części zostało przeorganizowanych na rzecz bardziej skoncentrowanej historii. Aby uhonorować bardziej zorientowane na akcję podejście z oryginału, programiści zmienili prędkość ruchu i animacje postaci oraz dodali możliwość unikania nadchodzących ataków.  W dniu premiery wydano także grę Resident Evil: Resistance która zawiera moduł wieloosobowy.
Gra zebrała przychylne recenzje od krytyków, którzy podkreślali jej narrację, napiętą atmosferę i oprawę graficzną. Krytyka dotyczyła przede wszystkim krótkiego wątku głównego i brakujących funkcji oryginału. Większy nacisk w grze na akcję i oskryptowane sekwencje również rozczarował niektórych krytyków. Gra była nominowana m.in. do nagrody „Best Action-Adventure Game” na IGN Game of the Year Awards 2020. Według twórców gra sprzedała się stosunkowo dobrze i zgodnie z ich oczekiwaniami.

## Fabuła
Raccoon City pogrąża się w chaosie z powodu apokalipsy zombie spowodowanej wybuchem wirusa T, który został stworzony przez firmę farmaceutyczną Umbrella Corporation. 28 września 1998 Jill Valentine, była członkini Special Tactics And Rescue Service (S.T.A.R.S.), zostaje zaatakowana w swoim mieszkaniu przez stworzoną przez Umbrellę inteligentną broń biologiczną znaną jako Nemesis, która próbuje zabić ją i wszystkich pozostałych członków STARS. Po ucieczce z budynku spotyka się z kolegą S.T.A.R.S. oficerem Bradem Vickersem. Niedługo później Brad zostaje ugryziony przez zombie i mówi Jill, żeby się ratowała. Po kolejnym spotkaniu z Nemesis zostaje uratowana przez najemnika Umbrella Biohazard Countermeasure Service (U.B.C.S.), Carlosa Oliveirę. Carlos i grupa najemników – Mikhail Victor, Tyrell Patrick i Nicholai Ginovaef – ustawili pociągi metra, które planują wykorzystać do ewakuacji cywilów z miasta.
Po kilku spotkaniach z Nemesis Jill udaje się przywrócić moc do metra. W tym samym czasie Carlos i Tyrell zostają w mieście, szukając doktora Nathaniela Barda, naukowca z Umbrelli, który może wiedzieć, jak zrobić szczepionkę na wirusa T i uratować miasto. Kiedy Jill, Nicholai i Mikhail odjeżdżają pociągiem, Mikhail wyraża swoje podejrzenia wobec Nicholaia, że ich pluton został zaatakowany przez zombie. Nemesis nagle atakuje pociąg i zabija cywili; Nicholai blokuje pozostałych dwóch, zmuszając ich do obrony. Nemesis chwyta Mikhaila, który poświęca się, detonując ładunek wybuchowy, powodując wykolejenie się pociągu. Jill ucieka jako jedyna ocalała z wypadku.
Carlos i Tyrell udają się do miejskiego wydziału policji, gdzie planują znaleźć Barda. Komunikują się za pomocą komputera z Bardem, który informuje ich, że jest w szpitalu. W międzyczasie, gdy Tyrell śledzi lokalizację Barda, Jill ucieka z wraku wykolejonego pociągu, ale ponownie ściga ją Nemesis, który zmutował w większą formę. Jill rozmawia przez radio z Carlosem i walczy z potworem. Udaje jej się uciec, ale zostaje zarażona wirusem T. Jill pada nieprzytomna. Carlos znajduje ją około pół dnia później, zabierając ją do szpitala Spencer Memorial – miejsca pobytu Barda. Carlos przedziera się przez zarażony szpital, by odkryć, że Bard został zamordowany. Ogląda wideo Barda, w którym wyznaje, że wirus T został opracowany przez Umbrellę i pomimo tego, że Umbrella zatrudnia go do opracowania szczepionki, zarząd Umbrelli chce go teraz zniszczyć i wyeliminować wszelkie ślady istnienia wirusa. Carlos pobiera szczepionkę i podaje ją Jill. Tyrell przybywa do szpitala i dowiaduje się, że rząd USA planuje zniszczyć Raccoon City w wyniku ataku rakietowego w celu wyeliminowania infekcji wirusem T. Carlos jedzie do laboratorium NEST 2 pod szpitalem, aby znaleźć więcej szczepionek, podczas gdy Tyrell próbuje skontaktować się z kimkolwiek może, aby powstrzymać atak rakietowy.
Jill budzi się w dniu ataku rakietowego, 1 października, i ściga Carlosa do NEST 2. Spotyka Nicholaia, który okazuje się być przełożonym zatrudnionym przez nieznanego kontrahenta w celu sabotowania wysiłków Umbrelli, aby ukryć ich zaangażowanie oraz obserwować i zbierać dane o Nemesis. Nemesis zabija Tyrella i ściga Jill w laboratorium. Jill udaje się zsyntetyzować szczepionkę, ale spotkanie z Nemesis zachęca Nicholaia do odzyskania jej dla siebie, gdy zostawia ją do walki z potworem. Jill używa prototypowego karabinu, aby ostatecznie wyeliminować Nemesisa. Na lądowisku dla helikopterów w szpitalu Nicholai rozbraja Jill i niszczy szczepionkę, przyznając, że nie troszczy się o los miasta, dopóki zarabia za sabotowanie Umbrelli. Carlos interweniuje i powstrzymuje Nicholaia od strzelania w Jill. Podczas przesłuchania, dla kogo pracuje, oferuje ujawnienie informacji i zapłacenie dowolnej ceny w zamian za swoje życie. Jill ucieka z Carlosem helikopterem, pozostawiając Nicholaia na śmierć. Miasto zostaje zniszczone przez atak rakietowy, a Jill przysięga zniszczyć Umbrellę.

## Rozgrywka
Resident Evil 3 pod względem mechaniki przypomina wydaną rok wcześniej przez Capcom Resident Evil 2. Gracz steruje Jill i Carlosem z kamerą za plecami bohatera. Głównym celem jest odnalezienie szczepionki na wirusa T i ucieczka przed Nemesisem. Stan gry można zapisać tylko w specjalnych pokojach. Wyjątkiem jest tryb hardmode, gdzie dodatkowo wymagane jest odnalezienie taśmy z tuszem. Gracz może zbierać przedmioty jednak ilość miejsca w ekwipunku jest ograniczona. Niektóre z nich można połączyć np. proch po zmieszaniu daje amunicję. Gra zawiera zagadki logiczne, jednak ich ilość jest mniejsza niż w poprzedniej części. Po przejściu gry dostępny jest sklep. Można w nim kupić różne ulepszenia do postaci za kredyty zyskane po wykonaniu wyzwań. Istotnym elementem serii jest speedrunning polegający na jak najszybszym przechodzeniu gry. Gracz dostaje specjalne nagrody za przejście fabuły w ustalonym czasie. W menu widoczne są aktualne rekordy i wymagany czas do wyższej rangi.
Kiedy gracz ukończy grę na najwyższym poziomie trudności, odblokowane zostają dwa dodatkowe tryby trudności. Te wyłączają automatyczne zapisy, utrudniają pokonanie przeciwników i zmieniają rozmieszczenie przedmiotów. Dodatkowo po ukończeniu gry po raz pierwszy, w menu głównym odblokowany zostaje sklep z przedmiotami, który pozwala graczowi wydawać punkty na korzyści w grze, takie jak przedmioty zwiększające leczenie i obrażenia zadawane przez gracza, a także nowe bronie. Punkty zdobywa się, wykonując wyzwania – od znalezienia wszystkich ulepszeń broni po zniszczenie ukrytych lalek.

## Produkcja
Gra była w produkcji przez około trzy lata. Przez pewien czas firma pracowała jednocześnie nad remakiem części 2 i 3. Peter Fabiano, jeden z producentów, wyjawił, że twórcy chcieli zachować klimat oryginału, ale przedstawić historię w nowej formie. Podczas prac zdecydowano się na większe zmiany względem oryginału w porównaniu do poprzedniej odsłony. Jedna z nowych mechanik, szybki unik, została dodana dla graczy, którzy wolą gry akcji od skomplikowanych strzelanek. Oficjalna zapowiedź miała miejsce w grudniu 2019 podczas streamu Sony State of Play. Oprócz wersji standardowej firma Capcom wydała wersję kolekcjonerską w której skład wchodzi m.in. figurka Jill. Modelką nowej Jill została Rosjanka Sasha Zotova. Na kilka dni przed premierą wydano demo gry pokazujące fragment rozgrywki. W przeciwieństwie do dema Resident Evil 2 nie posiada ono limitu czasowego. Po negatywnych komentarzach ze strony chińskich graczy Capcom zmienił ciąg cyfr w jednej zagadce. Ich zdaniem było to odniesienie do inwazji Japonii na Chiny w 1931 roku. Z powodu pandemii koronawirusa w niektórych krajach zamówiona wcześniej wersja pudełkowa dotarła później niż powinna.
W projekt zaangażowanych było kilka osób, które pracowały nad oryginalną grą i miały okazję przebudować swoją wizję tego, jak powinno wyglądać Raccoon City. Jako że Resident Evil 3 toczy się niemal równolegle z wydarzeniami z Resident Evil 2, zespół deweloperski postanowił połączyć obie historie bardziej niż w oryginałach. Poprawa tempa historii i lepszy zarys bohaterów, zwłaszcza relacji między Jill i Carlosem, było dla nich priorytetem. Zespół chciał, aby Jill była odporna i potrafiła przetrwać prawie wszystko, podczas gdy Carlos został zaprojektowany jako oddany sojusznik. Ich stroje zostały odpowiednio zmienione, Jill zyskała bardziej praktyczny strój, a Carlos miał bardziej szorstki wygląd. Aby uhonorować bardziej zorientowane na akcję podejście z oryginalnej gry, zespół zmienił prędkość ruchu i animacje z remake'u Resident Evil 2 i dodał możliwość kontrataku, która pozwala graczowi automatycznie celować w głowę przeciwnika po uniknięciu ataku.
Proces projektowania Nemesisa przeszedł kilka iteracji. Chociaż zespół grafików upewnił się, że nowy model postaci pozostaje wierny pierwotnej koncepcji, przeprojektowali go tak, aby pasował do ponownie stworzonej i foto realistycznego otoczenia. Jedną z najbardziej zauważalnych zmian w stosunku do pierwotnego projektu jest fakt, że zamiast ubrania ma na sobie worki na zwłoki. Według producenta Petera Fabiano ważne było, aby zachować istotę oryginalnej gry, ale jednocześnie ją unowocześnić. Deweloperzy zwrócili uwagę na to, co zespół Resident Evil 2 robił z Tyranem, który ściga gracza, i ulepszyli sztuczną inteligencję, aby Nemesis mógł używać broni, chwytać Jill mackami i skakać na duże odległości, aby się pojawić tuż obok niej. Zespół chciał dać graczom poczucie, że nieustannie ściga ich trudny przeciwnik, ale chcieli też dać graczom okresy wytchnienia i przekonać ich, że Jill może go pokonać.
Chociaż Resident Evil 3 ma te same założenia, co oryginalna gra, wiele części zostało przearanżowanych, zwłaszcza w porównaniu z remakiem Resident Evil 2. Opowiadanie historii i dialogi w grze zostały znacznie rozszerzone, ponieważ Sakata chciał opowiedzieć bardziej spójną historię. Jedną z głównych zmian jest Carlos, który teraz odgrywa bardziej znaczącą rolę. Wiele zakończeń oryginalnej gry i wybory w trakcie walk, które wpływają na rozwój historii, zostały całkowicie usunięte na rzecz bardziej skoncentrowanej historii. Dodatkowo gra nie posiada trybu Mercenaries – Operation: Mad Jackal, w którym w oryginalnej grze gracz próbuje uciec z miasta w określonym czasie. Zamiast tego firma Capcom zdecydowała, że do Resident Evil 3 zostanie dołączony Resident Evil: Resistance, osobna gra dla wielu graczy opracowana przez tajwańską firmę NeoBards.

## Odbiór
Gra spotkała się z pozytywnym odbiorem recenzentów, uzyskując średnią wynoszącą 77/100 punktów według serwisu Metacritic. Według redaktorki IGN gra jest równie dobra co poprzednia odsłona. Pochwaliła uchwycenie klimatu oryginału i modernizację rozgrywki. Zwróciła uwagę na szczegółowe otoczenie i dobry projekt poziomów. Negatywnie skomentowała etapy z Nemesisem, które opisała jako oskryptowane i pozbawione elementu zaszczucia. Heather Alexandra z Kotaku przypomniał o wyborach w oryginalnej odsłonie, które skutkowały innym zakończeniem. Bez nich gra ciągle utrzymuje szybkie tempo, jednak dystansuje się od oryginału. Redaktor porównał grę do późniejszych części. Tam zbyt szybka akcja nie spodobała się fanom, ale historia Resident Evil 3 jest odpowiednio prowadzona w stałym tempie do samego końca. Michał Grygorcewicz zwrócił uwagę na ścieżkę dźwiękową. Napisał, że głosy brzmią lepiej od tych w oryginale. Jednocześnie zarzucił, że tempo gry nie pozwala wsłuchać się w dźwięki otoczenia, przez co nie budują one klimatu tak jak chociażby kroki Mr. Xa w dwójce.
Wielu krytyków stwierdziło, że Resident Evil 3 nie ma głębi swojej poprzedniczki, kładąc większy nacisk na akcję niż eksplorację i rozwiązywanie zagadek. Niektórzy zauważyli, że gra jest daleka od tak intensywnych walk jak w Resident Evil 6 i że wciąż wymaga dokładnego zarządzania przedmiotami, które przypomina wczesne gry z serii. Leon Hurley z GamesRadar+ porównał obszar szpitala do posterunku policji z Resident Evil 2, ponieważ obie lokacje wymagają od gracza stopniowego odkrywania jej w miarę postępów w grze. Pomimo że umiejętność uniku została uznana za mile widziany dodatek, okno czasowe do jej wykonania zostało uznane za niespójne. Niektórzy krytycy uznali również, że walka i strzelanie były mniej satysfakcjonujące niż w przypadku jej poprzedniczki.
Często krytykowanym aspektem gry był krótki czas potrzebny do jej przejścia i brak znaczącej zachęty do przejścia gry ponownie. Alessandro Fillari z GameSpotu wyjaśnił, iż fakt, że gra opiera się na tym samym założeniu, co oryginał, ale nie zawiera niektórych lokacji, takie jak wieża zegarowa i park, sprawia, że jej krótka długość jest jeszcze bardziej widoczna. Jason Faulkner z GameRevolution zauważył, że chociaż Resident Evil 3 pomija niektóre obszary z oryginału, wprowadza i rozszerza inne, nazywając grę bardziej wyobrażeniem niż prawdziwym remakiem. Redaktor z magazynu „Edge” argumentował, że krótka długość gry nie stanowi problemu, stwierdzając, że jest ona porównywalna z tą z oryginalnej gry i po raz pierwszy powinna zająć od sześciu do ośmiu godzin. Krytyk zauważył również, że chociaż wiele zakończeń oryginału i wyborów na żywo z pewnością zachęcają do kolejnych rozgrywek, tak samo jest z odblokowywanymi elementami remake'u, które są potrzebne do speedrunów, i doszedł do wniosku, że gra jest bardziej wierna oryginałowi w duchu niż w treści.
Na ceremonii The Game Awards 2020 gra została nominowana do nagrody „Best Audio Design”, ale przegrała z The Last of Us Part II. Podczas IGN Game of the Year Awards 2020 Resident Evil 3 była nominowana do nagrody „Best Action-Adventure Game” i „Best Remake/Remaster”, ale przegrała odpowiednio z The Last of Us Part II i Final Fantasy VII Remake. Sprzedano 2,5 miliona egzemplarzy do maja 2020 roku i 2,7 miliona egzemplarzy do 30 czerwca 2020 roku. Chociaż ostatnia liczba oznacza spadek w wysokości 55% w stosunku do 4,2 miliona egzemplarzy osiągniętych przez poprzedniczkę, Capcom uznał sprzedaż gry za dobrą i zgodną z oczekiwaniami. W styczniu 2021 roku przedstawiciele przedsiębiorstwa poinformowali, że sprzedano 3,6 miliona kopii Resident Evil 3.